# Márkos Attila

## Képesítés
- Író, költő
- Szobrász
- Motoros repülőgép vezető

## Munkahely
- Magyar Lovas Színház Komárom Egyesület

## Egyéb tevékenység
Író, költő, szobrász, filmrendező, producer

## Legjelentősebb művei
A Magyar Lovas Színház Komárom alapítása és működtetése
Irodalmi
A fej nélküli lovas (daljáték, történt, dalszövegek)
- Háry János (daljáték, történt, dalszövegek)
- A hét vezér (rockopera, történet, dalszövegek)
- Kincsem (musical, történet, dalszövegek)
- Az utolsó betyár (népi rockopera történet, dalszövegek)
- A lóvá tett lovasok (zenés játék történet dalszövegek)
- Idővágta (zenés játék történet,dalszövegek)
- A fej nélküli lovas (zenés játék történet,dalszövegek)
- A sötét pegazus hátán, verses CD
- A lóvetett lovagok (daljáték történet, dalszövegek)
- Márkos Attila versei és dalszövegei CD
- A Fa, verses CD
- Üzenet, verses CD
- Kérés az Istenhez verses CD
- A szocializmus vitéze voltam, könyv
- A madár, novella
- A Bátridák, novella
- Lóvátett Lovagok, zsurma
- A hajóács fia, novella

Képzőművészeti
- Vasakarat lószobor Komárom
- Emlék a lovaknak Komárom
- A szerzetes
- Klapka szobor, Komárom
- Stáció, Szombathely (társalkotó)
- Címer, Komárom
- lófejek és címerek Komárom,Tata
- A centúrió

Publikációk
Madarad CD
Kérés az Istenhez CD
A fa CD
Sötét Pegazus hátán CD
Üzenet CD
- Lovas szaklapok
- Lovasnemzet
- Pegazus
- Nemzetközi Lovas Magazin

Produkciók
Televíziós produkciók
- A hét vezér (MTV)
- Kincsem (MTV)
- Ludas Matyi (MTV)
- János Vitéz (MTV)
- Operett gála (MTV)
- Trója (Igmándi Erőd)
- Honfoglalás (MTV)
- Az utolsó betyár (MTV)
- Válogatás a Magyar Lovas Színház Komáromból (Muzsika TV)
- Equus (ATV)
- Lovastúra (MTV)

Rendezés
- Háry János (Magyar Lovas Színház, Komárom)
- 2001-2007 Equus Lovas Kulturális Magazin sorozat (ATV)
- Lovas Nemzet a Magyar (kisfilm)
- Lovastúra (MTV sorozat)
- A Kisbéri Félvér (kisfilm)
- A gyeplő végén (kisfilm)
- Huszár és a menyasszony (kisfilm)
- Kismadár (kisfilm)
- Repülés (kisfilm)
- Namibia (útifilm)

Építészet
- 1996 - A komáromi Frigyes Főherceg Laktanya fedeles lovardájának felújítása és homlokzatának tervezése.
- 2000 - A komáromi méntelep tiszti épületének felújítása és homlokzatának tervezése.

## Sport
- Lovas és Lótenyésztő
- 27 év ugrósport és military (válogatott és bajnoki cím)
- 2001 - A Magyar Köztársaság Nemzeti Lovas Díszegységének alapító tagja (rendfokozata: hadnagy)
- 2005 - A Nemzeti Lovas Őrség Országos Kiképzési és Minősítő parancsnok (rendfokozata: alezredes)

## Elismerések, kitüntetések
- 1991 - München Vitézi cím
- 2006 - Nemzeti Lovas Díszegység szolgálatért emléklap
- 2009 - A kultúráért Polgármesteri különdíj
- 2010 - Pro urbe
- 2010 - Komárom- Esztergom megyei Rendőr Főkapitányság Szent György–díj
- 2013 - Hűség a Hazához Hősi Jelvény